# Circuit van Papez
Het circuit van Papez, beschreven door James Papez in 1937, is een gedeelte van de hersenen en is een van de belangrijkste banen van het limbische systeem. Het speelt een rol in corticale controle van emotie en het gebruik van geheugen.
Papez ontdekte het circuit door het rabiësvirus in de hippocampus van een kat te spuiten, en te kijken hoe de progressie was in de hersenen. Het initiële circuit was als volgt beschreven:
- Hippocampus → fornix → corpora mamillaria
- Corpora mamillaria → tractus mamillothalamicus → nucleus anterior thalami
- Nucleus anterior thalami → genu capsulae internae → gyrus cinguli
- Gyrus cinguli → cingulum → gyrus parahippocampalis
- Gyrus parahippocampalis → hippocampus